# Диск голф
Диск голф е индивидуален спорт с летящ диск.
Диск голфът наподобява обикновения голф, като вместо топки има дискове, а вместо дупки – специални кошове. Целта е да се изминат даден брой кошове с минимален брой хвърляния на диска. Самите дискове са различни видове, в зависимост от условията и дистанцията, която трябва да се преодолее при дадено хвърляне. Предимство на този спорт, е че може да се играе на всякакъв вид терен – от градски пейзаж до дива природа и пресечен терен, без голяма предварителна подготовка на игрището.
Спортът е популярен предимно в Северна Америка, а също така и в Северна Европа и Германия. В света, към 2013 г., има регистрирани около 3700 игрища за диск голф, като близо 3200 от тях са само в САЩ. За сравнение игрищата за нормален голф в САЩ са около 15500 към същия период.
Към момента в България този вид спорт не се развива.